# Tatocnemis mellisi
Tatocnemis mellisi là loài chuồn chuồn trong họ Megapodagrionidae. Loài này được Schmidt mô tả khoa học đầu tiên năm 1951.